# Vibrational Spectroscopy
Vibrational Spectroscopy, abgekürzt Vib. Spectrosc., ist eine wissenschaftliche Fachzeitschrift, die vom Elsevier-Verlag veröffentlicht wird. Die Zeitschrift erscheint mit sechs Ausgaben im Jahr. Es werden Artikel veröffentlicht, die sich mit Infrarot-, Nahinfrarot- und Ramanspektroskopie beschäftigen.
Der Impact Factor lag im Jahr 2014 bei 2,003. Nach der Statistik des ISI Web of Knowledge wird das Journal mit diesem Impact Factor in der Kategorie analytische Chemie an 38. Stelle von 74 Zeitschriften, in der Kategorie physikalische Chemie an 76. Stelle von 139 Zeitschriften und in der Kategorie Spektroskopie an 19. Stelle von 44 Zeitschriften geführt.